# Alcool tétrahydrofurfurylique
L'alcool tétrahydrofurfurylique (THFA) , aussi nommé tétrahydro-2-furylméthanol, tétrahydro-2-furanméthanol, tétrahydro-2-furancarbinol ou encore 2-hydroxyméthyloxolane est un composé organique de formule C5H10O2.

## Usages
Le THFA est fréquemment utilisé comme solvant dans la chimie industrielle (fabrication de solvants, médicaments, pesticides) et dans de nombreux solvants utilisés par les ménages (produits de nettoyage, décapants, teintures), et finitions des textiles et cuirs). On les trouve aussi utilisés comme plastifiant, dans les peintures et vernis, ou comme dispersant de fioul ou pétrole. 
Il compose de 60 à 100 % des solvants de certaines encres pour pochoirs ou stencils.

## Dangerosité physique
Il peut former des peroxydes explosifs, et réagir violemment avec des oxydants forts (explosions possibles). 
Des vapeurs explosives se forment au-dessus de 75 °C.

## Toxicité
Ce produit peut pénétrer le corps par ingestion, inhalation ou à travers la peau. 
En 2011, il était déjà considéré dans l'Union européenne comme irritant oculaire. 
Aux États-Unis, les CDC le considèrent comme 
- irritant pour les yeux (Ex : les yeux des lapins exposés à 0,1 ml sont irrités durant plus de 24 heures, avec épaississement de la cornée[6]) ;
- irritant pour la peau et les muqueuses (rougeur douleur, notamment pour les personnes ayant déjà des problèmes dermatologiques) ;
- irritant pour le tractus respiratoire (Maux de gorge, toux, puis maux de tête, nausées, vertiges, somnolence[4]) ;
- et susceptible d'avoir des effets sur le système nerveux central (perte de conscience à la suite de l'exposition à de hauts niveaux de vapeurs[4]) ;
- il peut provoquer des lésions hépatiques et rénales (FDS) en cas d'exposition chronique

En France, une revue de la littérature faite par l'Anses (chargé d'aider la France à mettre en œuvre de la règlementation européenne relative à l'étiquetage des substances chimiques) avec son Unité d'évaluation toxicologique, et en lien avec l'unité REACh-CLP de la Direction des Produits Réglementés de l’Anses a conclu que ce produit pourrait être reprotoxique.
- Les études disponibles ont mis en évidence chez le rat mâles (exposition orale, cutanée ou par inhalation durant 28 jours ou plus) d'une action sur les testicules (atrophie testiculaire, éventuellement associée à une délétion de la spermatogenèse. Les données disponibles en 2011 ne montrent pas que la fertilité est affectée, mais ne peuvent pas non plus l'exclure[7].
- Outre un effet possible sur la fertilité mâle, un effet sur le développement de la descendance est suspecté car les rats femelles exposées à ce produit durant l'accouplement, la gestation et la lactation, sont sujettes à plus d'avortement fœtaux et mortalité post-natale des jeunes. 
Dans ce cas, ces effets apparaissent pour des doses assez élevées induisant une toxicité affectant les mères. Les effets pourraient être dus, pour tout ou partie à un problème chez la mère plus que chez l'embryon, ce qui doit encore être précisé par d'autres études. 
Le fait que le poids des petits diminue quand la mère est exposé à une dose apparemment non toxique pour elle laisse penser que le produit pourrait être un perturbateur du développement de l'embryon, selon des modalités qui restent à comprendre.

Sur ces bases, en décembre 2010, l'Anses a estimé que ce produit devait être reclassé comme produit « suspectée d'être toxique pour la reproduction ».  L'Anses a en décembre 2011 fait une proposition à l'Europe de dossier de classification harmonisé dans le cadre du règlement Reach et du règlement CLP. Si l'Europe accepte ce nouveau classement, ce produit devra être retiré des produits cosmétiques et sa toxicité devra en France être prise en compte dans les règles générales de prévention du risque chimique sur le lieu de travail. Le projet de reclassement doit faire l'objet d'une consultation publique (de 45 jours, du 25 novembre 2011 au 9 janvier 2012), via le site Internet de l'Agence européenne des produits chimiques (AEPC) pour permettre aux producteurs de faire valoir d'éventuels arguments scientifiques ou informations complémentaires. L'AEPC produira ensuite un avis qui sera soumis à la Commission Européenne qui prendra sa décision. 

## Ecotoxicité
Le produit utilisé comme dispersant est considéré comme facilement biodégradable dans le milieu marin et selon les données disponibles, on ne pense pas qu'il s'adsorbe sur les MES (matières en suspension) ou dans les sédiments. 

Il n'est pas non plus à ce jour considéré comme ayant une toxicité aiguë pour les poissons .